# Lago Hertha
El lago Hertha (en alemán: Herthasee) es un lago situado en el distrito de Pomerania Occidental-Rügen —junto a la costa del mar Báltico—, en el estado de Mecklemburgo-Pomerania Occidental (Alemania); tiene un área de 20.2 hectáreas y una profundidad máxima de 11 metros.